# Psammogobius
A Psammogobius a csontos halak (Osteichthyes) főosztályának a sugarasúszójú halak (Actinopterygii) osztályába, ezen belül a sügéralakúak (Perciformes) rendjébe, a gébfélék (Gobiidae) családjába és a Gobiinae alcsaládjába tartozó nem.

## Rendszerezés
A nembe az alábbi 2 faj tartozik:
- Psammogobius biocellatus (Valenciennes, 1837)
- Psammogobius knysnaensis Smith, 1935 - típusfaj